# Cynthia Olavarría
Cynthia Olavarría  (Santurce, San Juan, Puerto Rico, 1982. január 28. –) Puerto Ricó-i színésznő, modell és műsorvezető.

## Élete
Cynthia Olavarría 1982. január 28-án született. 16 évesen kezdett modellkedni. 2004-ben megnyerte a Miss Puerto Rico Universe szépségversenyt és második lett a Miss Universe 2005 versenyen. 2007-ben szerepet kapott a Mi adorada Malena című telenovellában. 2010-ben a Telemundóhoz szerződött, ahol szerepet kapott az Alguien te mira című sorozatban. 2011-ben a Mi corazón insiste... en Lola Volcán című telenovellában Sofía Palacios szerepét játszotta Jencarlos Canela és Carmen Villalobos mellett. 2012-ben az El rostro de la venganza című sorozatban Diana Mercader-t alakította, amiért Premios tu Mundo-díjat kapott a Legjobb női mellékszereplő kategóriában. 2014-ben a gonosz Isadora Valverde szerepét játszotta a Tierra de Reyes-ben.

## Filmográfia

### Telenovellák
| Év        | Eredeti Cím                          | Cím          | Szerep           | Magyar hang    |
| --------- | ------------------------------------ | ------------ | ---------------- | -------------- |
| 2007      | Mi adorada Malena                    |              | Malena           |                |
| 2010      | Alguien te mira                      |              | Lucy Saldaña     |                |
| 2011      | Mi corazón insiste... en Lola Volcán | Szalamandra  | Sofía Palacios   | Németh Borbála |
| 2012-2013 | El rostro de la venganza             | Utolsó vérig | Diana Mercader   | Kelemen Kata   |
| 2014      | Tierra de Reyes                      |              | Isadora Valverde |                |